# Pont de Fragnée
De Pont de Fragnée is een monumentale brug over de Maas in de Belgische stad Luik.
Deze brug bevindt zich ter hoogte van het begin van het Afwateringskanaal Luik, daar waar ook de Ourthe in de Maas uitmondt. In het verlengde van de brug ligt de Pont de Fétinne, welke de Ourthe overspant.
De brug is geklasseerd als Patrimoine immobilier exceptionnel de la Région wallonne.

## Geschiedenis
De brug werd gebouwd van 1901-1904, ter gelegenheid van de Wereldtentoonstelling van 1905, welke te Luik werd gehouden. Als voorbeeld gold de Pont Alexandre-III te Parijs, welke enkele jaren daarvoor eveneens ter gelegenheid van een wereldtentoonstelling werd gebouwd.
De brug bleef onbeschadigd tijdens de Eerste Wereldoorlog, maar de Tweede Wereldoorlog richtte zware schade aan. In 1940 werd de brug namelijk door het Belgische leger opgeblazen om de invasie tegen te houden. De brug werd naar origineel ontwerp herbouwd en in 1948 heropend. Van 1993 tot 2000 werd de brug geheel gerenoveerd en deels gemoderniseerd.

## Brug
De brug werd ontworpen door Émile Jacqmain en ze werd van decoratieve elementen voorzien naar ontwerp van Paul Demany. De lengte bedraagt 177,6 meter en de brug bestaat uit drie bogen. De brug verbindt de stadsdelen Guillemins, Angleur en -na ook de Ourthe te zijn overgestoken- Fétinne.
De brug wordt versierd door van vergulde engelen voorziene zuilen, lantaarns, medaillons en beelden. De (allegorische) beelden werden vervaardigd door Victor Rousseau. De engelen symboliseren de oude en de nieuwe rivier.